# Dominique Rustichelli
Pour les articles homonymes, voir Rustichelli.
Dominique Rustichelli est un footballeur français né le 26 juin 1934 à Marseille et mort le 1er novembre 1979 dans le 12e arrondissement de Paris. Il mesure 1,72 m. Ce joueur a été milieu offensif voire attaquant principalement à Marseille et Nice.

## Carrière de joueur
- 1951-1952 : US Le Rouet
- 1952-1958 : Olympique de Marseille (140 matchs et 33 buts marqués)
- 1958-1959 : UA Sedan-Torcy (12 buts marqués)
- 1959-1960 : RC Strasbourg (19 matchs et 3 buts marqués)
- 1960-1961 : Stade de Reims (11 matchs et 5 buts marqués)
- 1961-1965 : OGC Nice (28 buts marqués)
- 1965-1967 : Stade Français (59 matchs et 15 buts marqués)
- 1967-1968 : Lille OSC (7 matchs)
- 1968-1971 : FC Rouen (63 matchs et 21 buts marqués en Division 1 ; 15 matchs et 1 but marqué en Division 2)[2]

## Palmarès
- Vainqueur de la Coupe Charles Drago 1957 (avec l'Olympique de Marseille)
- Champion de France de D2 en 1965 (avec l'OGC Nice)
- Vainqueur du Challenge des Champions en 1960 avec le Stade de Reims
- 117 buts marqués en 459 matchs de championnat de D1